# Anastasia Gorbenko

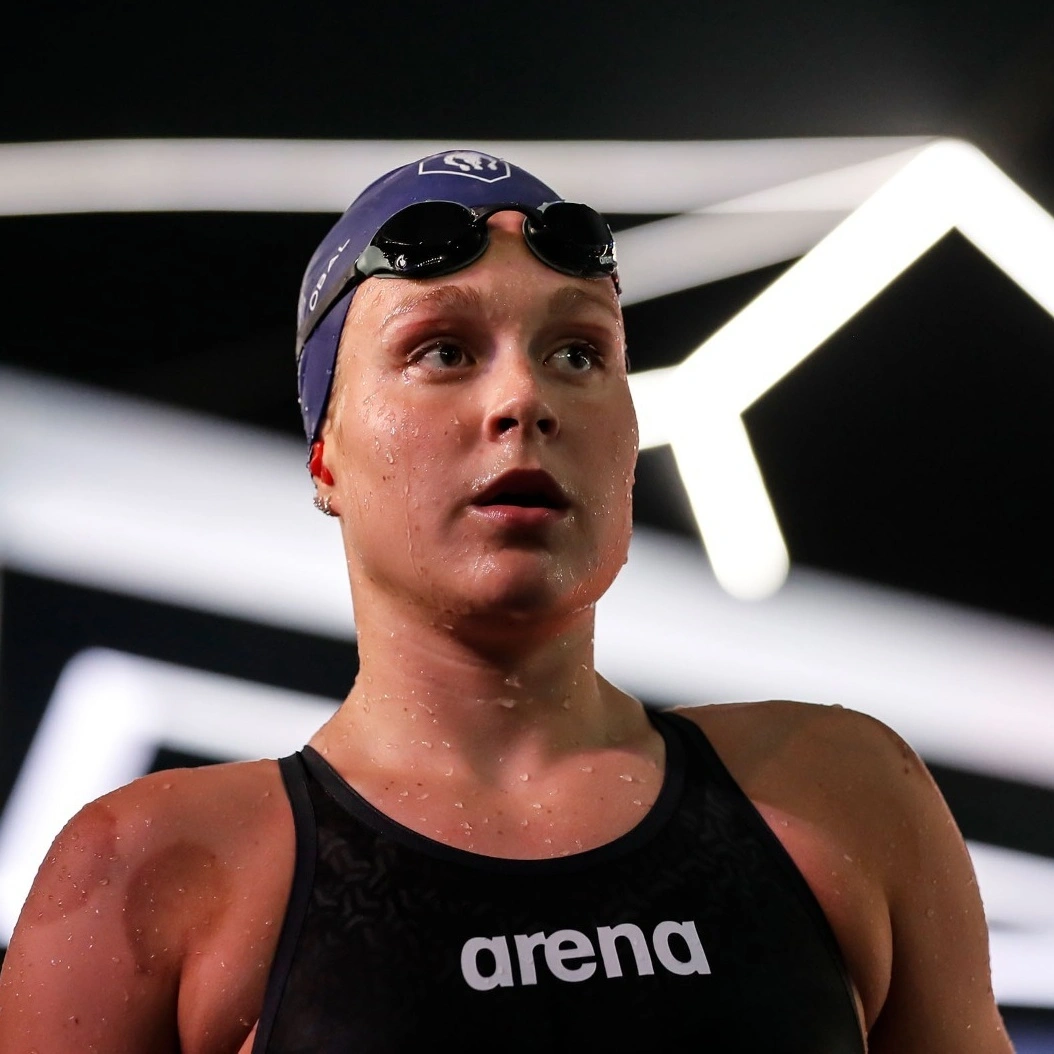
Anastasia Gorbenko (2021)

Anastasia Gorbenko (hebräisch אנסטסיה גורבנקו‎; * 7. August 2003 in Haifa) ist eine israelische Schwimmerin. Sie gewann bis 2024 bei Weltmeisterschaften eine Silbermedaille auf der Langbahn und zwei Goldmedaillen auf der Kurzbahn. Bei Europameisterschaften erschwamm sie sechsmal Gold auf der 50-Meter-Bahn sowie einmal Gold auf der 25-Meter-Bahn.

## Sportliche Karriere

### Die Jahre bis zur ersten Olympiateilnahme 2021
Bei den Junioreneuropameisterschaften 2018 belegte Gorbenko den fünften Platz über 200 Meter Brust und wurde mit zwei Staffeln Vierte. Einen Monat später nahm sie an den Europameisterschaften in Glasgow teil. Ihre beste Platzierung in einem Einzelwettbewerb erreichte sie über 200 Meter Lagen, wo sie als 15. im Halbfinale ausschied. Die 4-mal-200-Meter-Mixed-Freistilstaffel mit Denis Loktev, Daniel Namir, Anastasia Gorbenko und Andrea Murez wurde Siebte und die 4-mal-100-Meter-Mixed-Freistilstaffel mit David Gamburg, Ziv Kalontarov, Andrea Murez und Anastasia Gorbenko schlug als Achte an. Im Oktober bei den Olympischen Jugendspielen in Buenos Aires trat Gorbenko in sechs Disziplinen an und erreichte zweimal das Finale. Sie siegte über 200 Meter Lagen und wurde Siebte über 200 Meter Freistil. Ende Dezember fanden die israelischen Kurzbahnmeisterschaften statt. Gorbenko gewann die Titel über 100 und 200 Meter Brust sowie über 200 Meter Lagen.
Anfang Juli 2019 bei den Junioreneuropameisterschaften in Kasan wurde Gorbenko Zweite über 50 Meter Rücken und über 200 Meter Lagen. Zwei Wochen später bei den Weltmeisterschaften in Gwangju schied Gorbenko im Halbfinale über 200 Meter Lagen aus. Eine Woche nach den Weltmeisterschaften gewann Gorbenko drei israelische Meistertitel auf der 50-Meter-Bahn. Ende August bei den Juniorenweltmeisterschaften in Ungarn wurde sie Siebte über 100 Meter Rücken. Im Dezember fanden in Glasgow die Kurzbahneuropameisterschaften 2019 statt. Gorbenko wurde Siebte über 400 Meter Lagen und Sechste über 200 Meter Lagen.
Wegen der COVID-19-Pandemie wurden die für 2020 geplanten Meisterschaften nach 2021 verschoben. Bei den Europameisterschaften in Budapest im Mai 2021 belegte die 4-mal-200-Meter-Mixed-Freistilstaffel mit Denis Loktev, Ron Polonsky, Andrea Murez und Anastasia Gorbenko den vierten Platz. Die 4-mal-200-Meter-Freistilstaffel mit Daria Golovaty, Andrea Murez, Lea Polonsky und Anastasia Gorbenko schwamm die achtbeste Zeit im Finale. Über 200 Meter Lagen siegte Gorbenko mit 0,04 Sekunden Vorsprung vor der Britin Abbie Wood, die Ungarin Katinka Hosszú wurde Dritte mit 0,13 Sekunden Rückstand auf Gorbenko. Zwei Monate später bei den Olympischen Spielen in Tokio trat Gorbenko in fünf Wettbewerben an. Über 100 Meter Schmetterling und über 200 Meter Brust schied sie im Vorlauf aus. Über 100 Meter Rücken erreichte sie ihr einziges Einzelfinale und belegte den achten Platz. Über 200 Meter Lagen schwamm Gorbenko im Halbfinale die zehntschnellste Zeit. Für den Finaleinzug fehlten ihr 0,12 Sekunden. Die 4-mal-100-Meter-Mixed-Lagenstaffel mit Anastasia Gorbenko, Itay Goldfaden, Gal Cohen Groumi und Andrea Murez schwamm in den Endlauf und Murez schlug als Achte an.
Im November 2021 fanden die Kurzbahneuropameisterschaften in Kasan statt. Gorbenko erreichte nur den Endlauf über 200 Meter Lagen. In diesem Endlauf siegte sie mit über einer Sekunde Vorsprung vor der Schweizerin Maria Ugolkova. Sechs Wochen später bei den Kurzbahnweltmeisterschaften in Abu Dhabi trat Gorbenko in fünf Einzeldisziplinen an und erreichte zweimal den Endlauf. Über 50 Meter Brust siegte sie mit 0,16 Sekunden Vorsprung vor der Italienerin Benedetta Pilato. Auch über 100 Meter Lagen gewann sie mit 0,16 Sekunden Vorsprung, Zweite wurde die Französin Béryl Gastaldello.

### Die Jahre bis zur zweiten Olympiateilnahme 2024
Bei den Weltmeisterschaften 2022 in Budapest erreichte Gorbenko nur das Finale über 200 Meter Lagen, als Fünfte hatte sie über zwei Sekunden Rückstand auf die Medaillenränge. Wegen der zahlreichen Verschiebungen im internationalen Terminkalender fanden die Europameisterschaften in Rom zwei Monate nach den Weltmeisterschaften statt. Mit der 4-mal-100-Meter-Mixed-Lagenstaffel wurde Gorbenko im Finale disqualifiziert, die 4-mal-200-Meter-Mixed-Freistilstaffel belegte den sechsten Platz. Über 200 Meter Rücken schied Gorbenko als Elfte im Halbfinale aus. Über 50 Meter Rücken lag sie als Neunte eine Hundertstelsekunde hinter der Achten. Über 200 Meter Lagen siegte sie mit 0,22 Sekunden Vorsprung vor der Niederländerin Marrit Steenbergen.
2023 bei den Weltmeisterschaften in Fukuoka war Gorbenko über 200 Meter Lagen beste Europäerin, hatte aber als Fünfte 1,34 Sekunden Rückstand auf die Drittplatzierte. In den nachfolgenden Wettbewerben erreichte sie kein Finale mehr. Im Februar 2024 bei den Weltmeisterschaften in Doha lag Gorbenko als Vierte über 200 Meter Lagen 1,16 Sekunden hinter den Medaillenrängen. Über 200 Meter Rücken fehlten ihr als Neuntschnellster der Halbfinalläufe 0,27 Sekunden zum Finaleinzug. Über 400 Meter Lagen schließlich gewann die Britin Freya Colbert mit 0,22 Sekunden Vorsprung vor Gorbenko, die ihrerseits eine halbe Sekunde vor der drittplatzierten Italienerin Sara Franceschi anschlug. Vier Monate später bei den Europameisterschaften in Belgrad siegte die israelische 4-mal-100-Meter-Mixed-Lagenstaffel mit Anastasia Gorbenko, Ron Polonsky, Gal Cohen Groumi und Andrea Murez mit über zwei Sekunden Vorsprung vor dem deutschen Quartett. Die 4-mal-100-Meter-Mixed-Freistilstaffel mit Romano Yoav, Alexey Glivinskiy, Anastasia Gorbenko und Andrea Murez schwamm auf den vierten Platz, eine Hundertstelsekunde hinter den Deutschen. Die 4-mal-200-Meter-Freistilstaffel mit Anastasia Gorbenko, Daria Golovaty, Ayla Spitz und Lea Polonsky gewann mit einer Sekunde Vorsprung vor den Ungarinnen. Über 400 Meter Lagen schlug Gorbenko als Erste mit fast drei Sekunden Vorsprung vor der Ungarin Vivien Jackl an. Über 200 Meter Lagen gelang mit Gold für Gorbenko und Silber für Lea Polonsky  ein israelischer Doppelsieg. Für Gorbenko war es der dritte Europameistertitel auf dieser Strecke.
Bei den Olympischen Spielen in Paris trat Gorbenko in vier Einzeldisziplinen und mit zwei Staffeln an. Sie konnte aber kein Finale erreichen. Ihre beste Platzierung war der neunte Platz im Halbfinale über 200 Meter Lagen, ihr fehlten 0,17 Sekunden zum Finaleinzug.